# 黃大仙中心

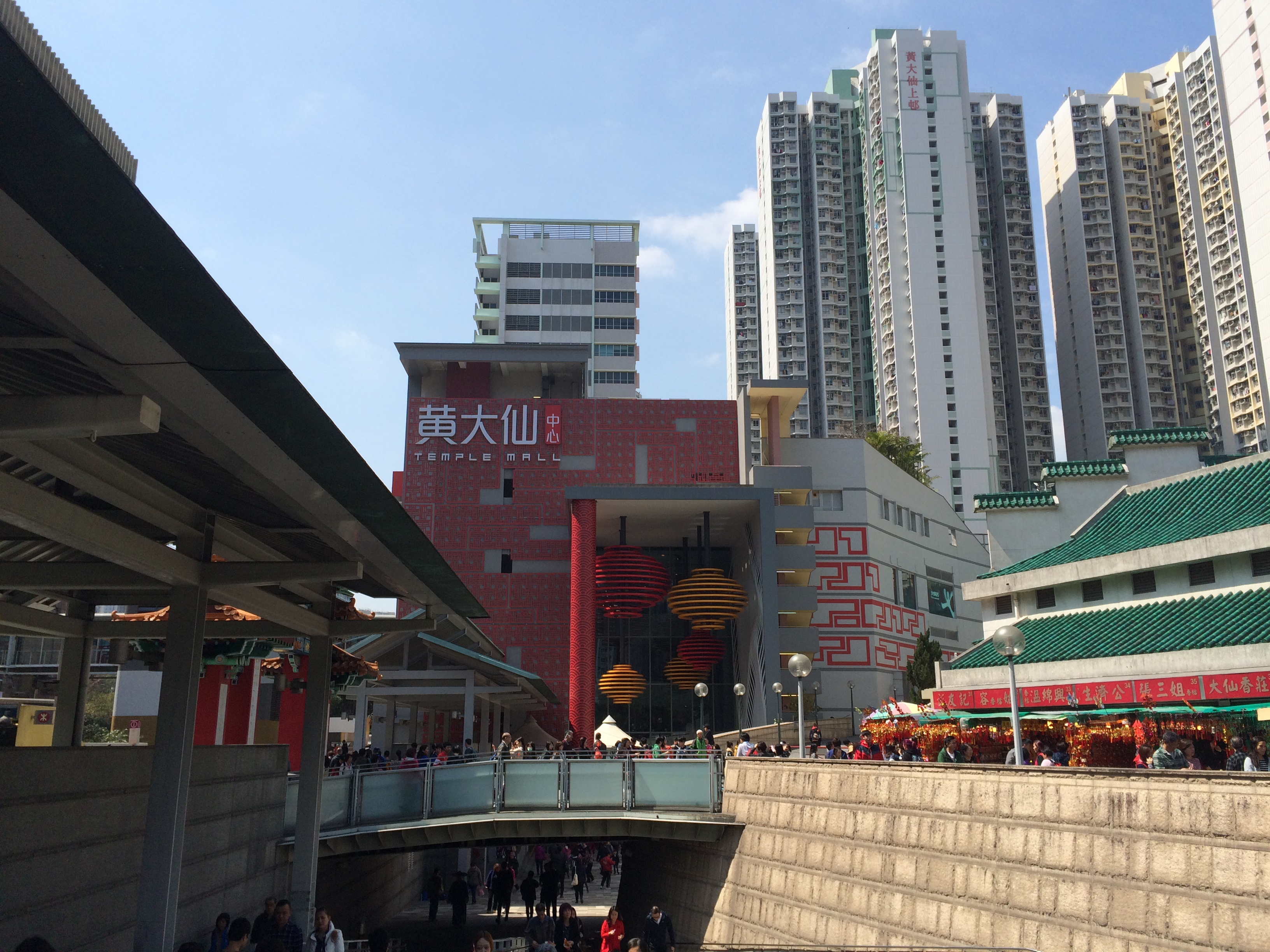
黃大仙中心北館入口融入了黃大仙祠的燈籠元素

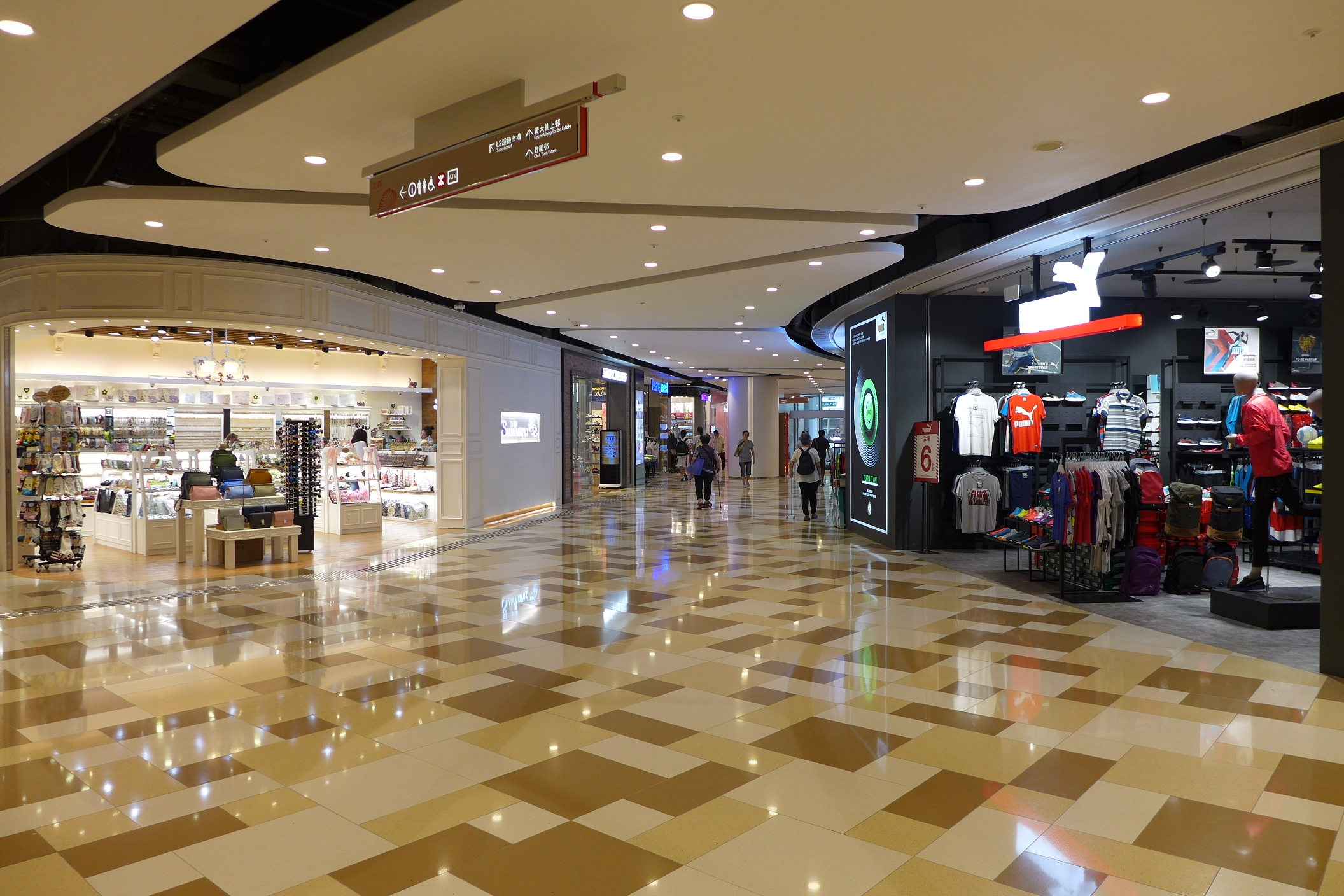
黃大仙中心北館2樓商店

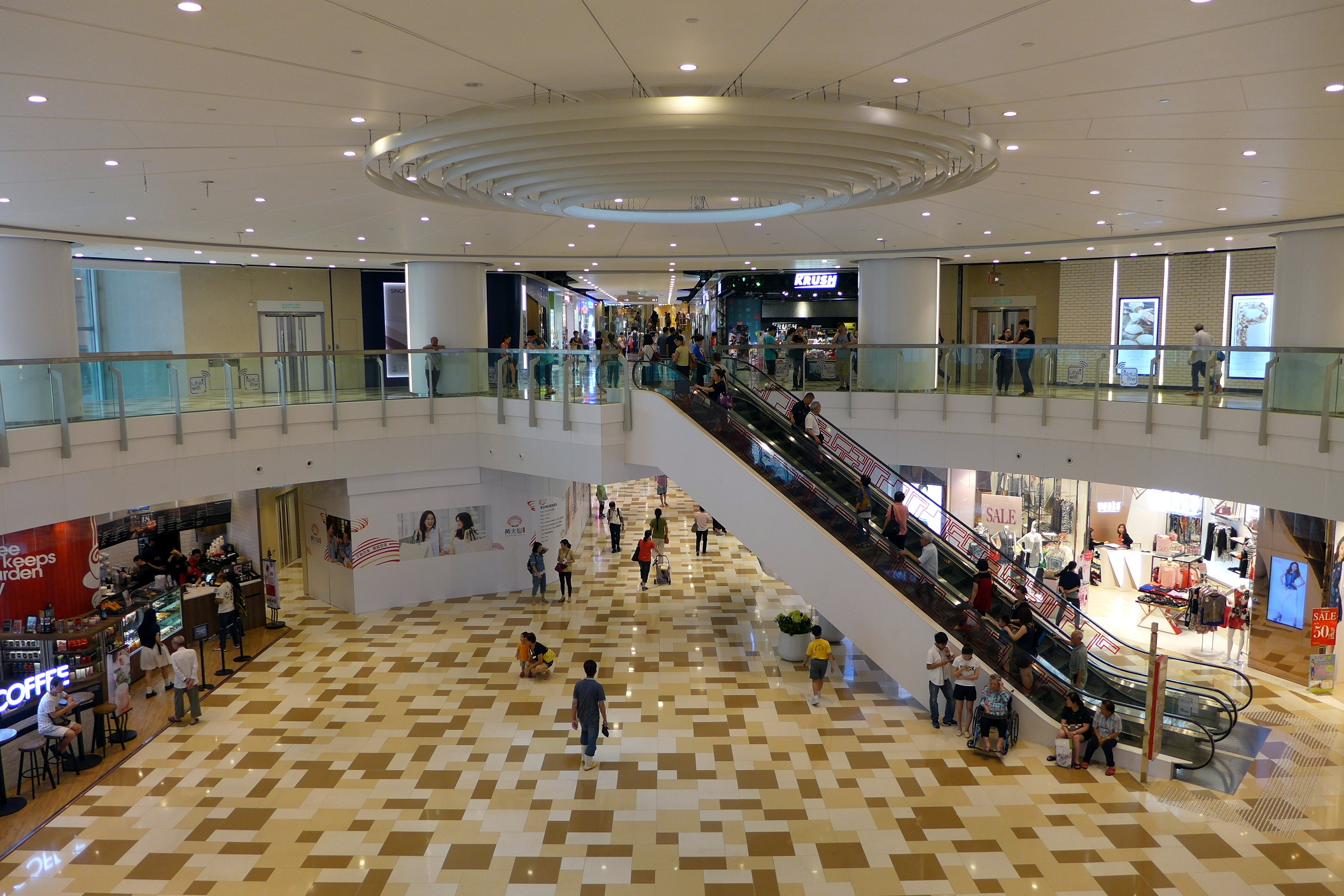
黃大仙中心北館中庭

黃大仙中心（英語：Temple Mall）是一座位於香港九龍黃大仙的大型購物商場，橫跨龍翔道南北，服務黃大仙上邨、黃大仙下邨和鄰近地區居民，是領展旗下的「重點發展商場」之一。商場設施包括籃球場、排球場、網球場、多層停車場和上落客貨區，原由香港房屋委員會（房委會）管理，至2005年交由領匯房地產投資信託基金（今改稱領展）管理。
黃大仙中心分為南館、北館兩個主要部分，兩者以冷氣行人天橋和港鐵黃大仙站連接。北館即原龍翔廣場／龍翔中心，在2001年落成，樓高五層，商業樓面面積達142,150平方呎。南館即原黃大仙中心，在1983年落成，樓高四層，商業樓面面積約146,945平方呎。多層停車場大廈與南館以行人天橋連接，設有黃大仙巴士總站、小型足球場、網球場和領展辦公室。

## 歷史

### 南館
南館原名黃大仙中心（Wong Tai Sin Shopping Centre，2009年後改為），所在地原屬黃大仙徙置區（1973年改稱黃大仙下邨）的第9、10座，於1957年落成。
按照「舊式徙置大廈重建計劃」及「整體重建計劃」，第9、10座於1977年重新發展為一組雙子式中央走廊長型出租公屋大樓龍光樓、龍輝樓，視為黃大仙下邨重建計劃1A期，項目由新昌集團承包。位於兩幢出租公屋基座的黃大仙中心以及上蓋物業於1983年落成，平台設福利中心，以符合批地要求。商埸曾開設歡樂小天地，後破產結業。
領匯接手後，於2009年耗資1.5億元為商場進行翻新工程，於2樓原廣泰百貨位置及一樓原叙福樓酒家重新間舖，加裝扶手電梯連接地下、1樓及2樓，加建行人天橋接駁到原來橫跨龍翔道的行人天橋，將原來的中庭改建，打通空廊，及拆除在中庭樓梯的商舖。商場的樓層名稱也更改了，原來的2樓改稱1樓，1樓改稱UG，地庫改稱G，商舖編號也因應樓層名稱更改。

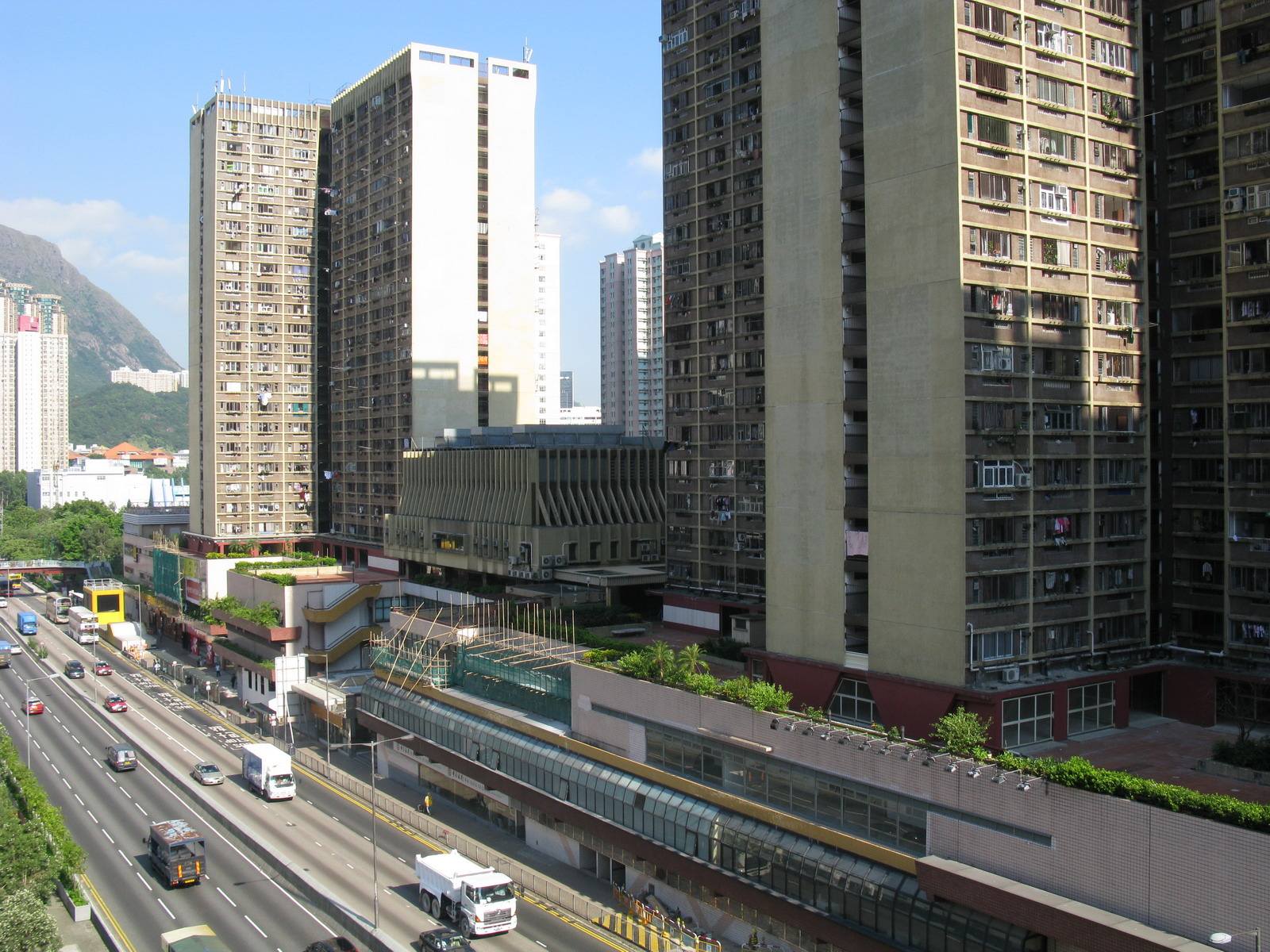
黃大仙中心南館及上蓋的黃大仙下（二）邨
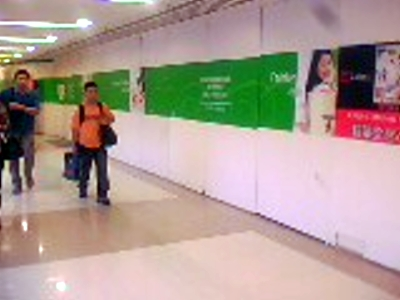
2009年翻新期間的黃大仙中心
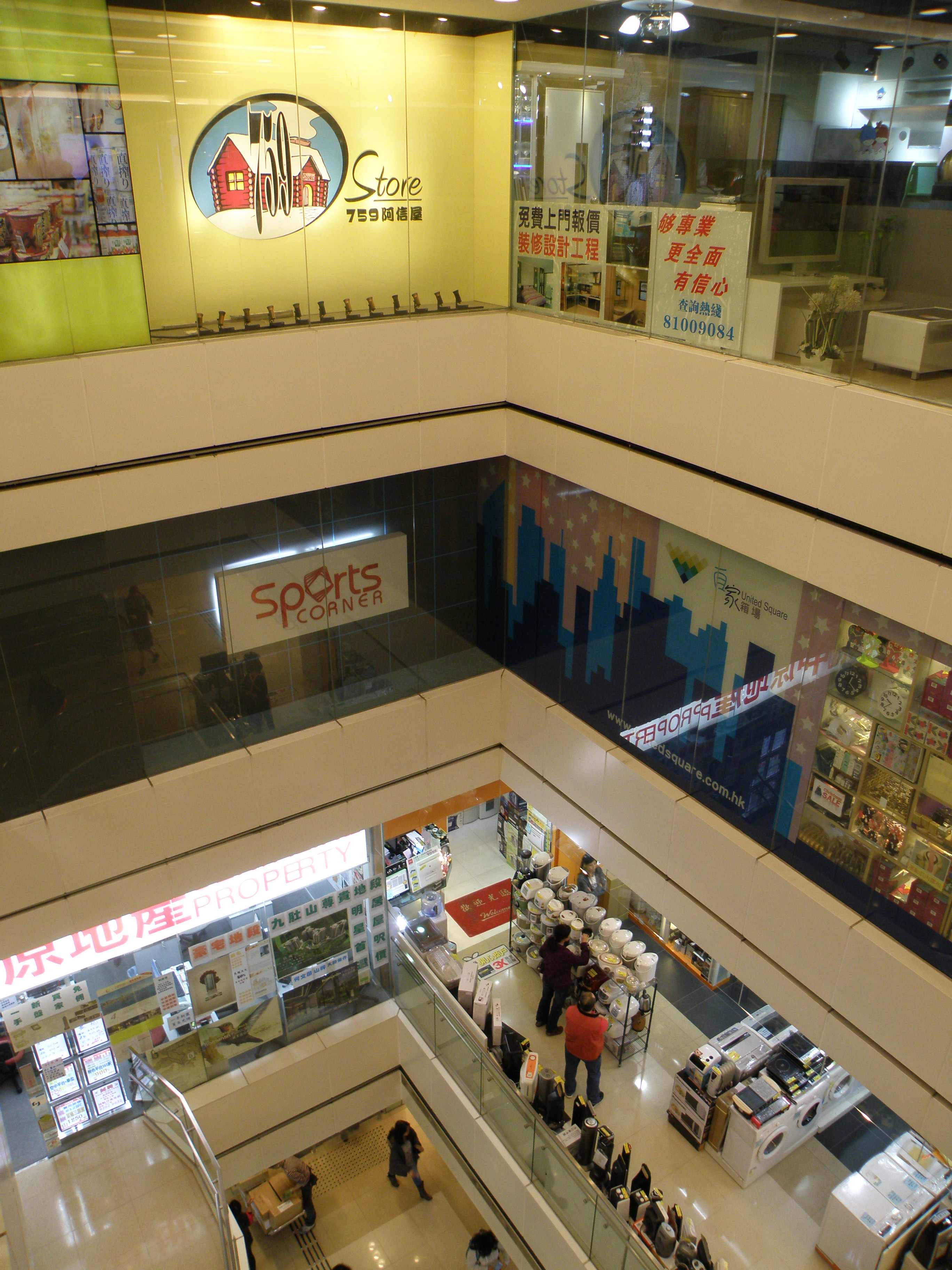
黃大仙中心南館中庭
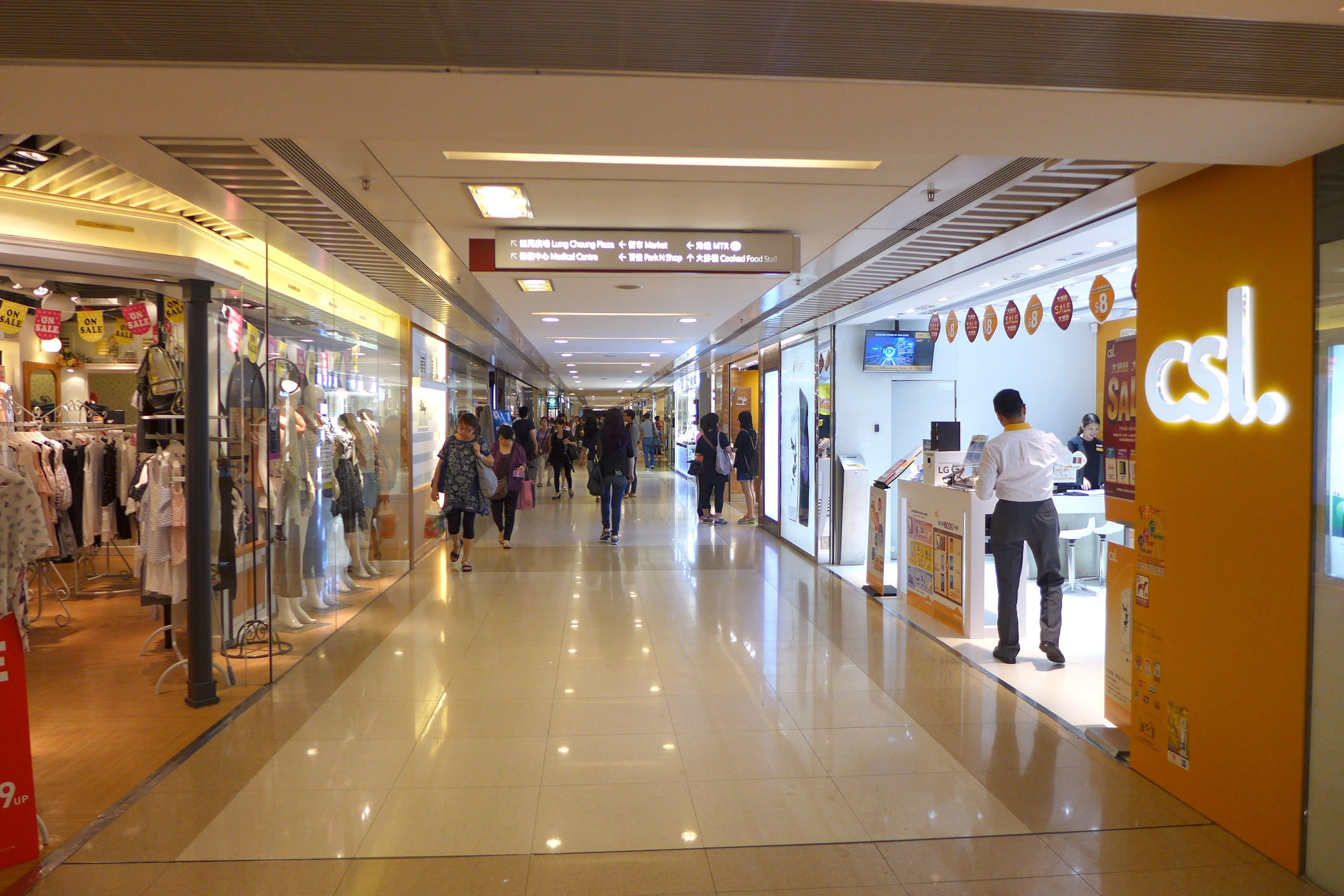
黃大仙中心南館商店
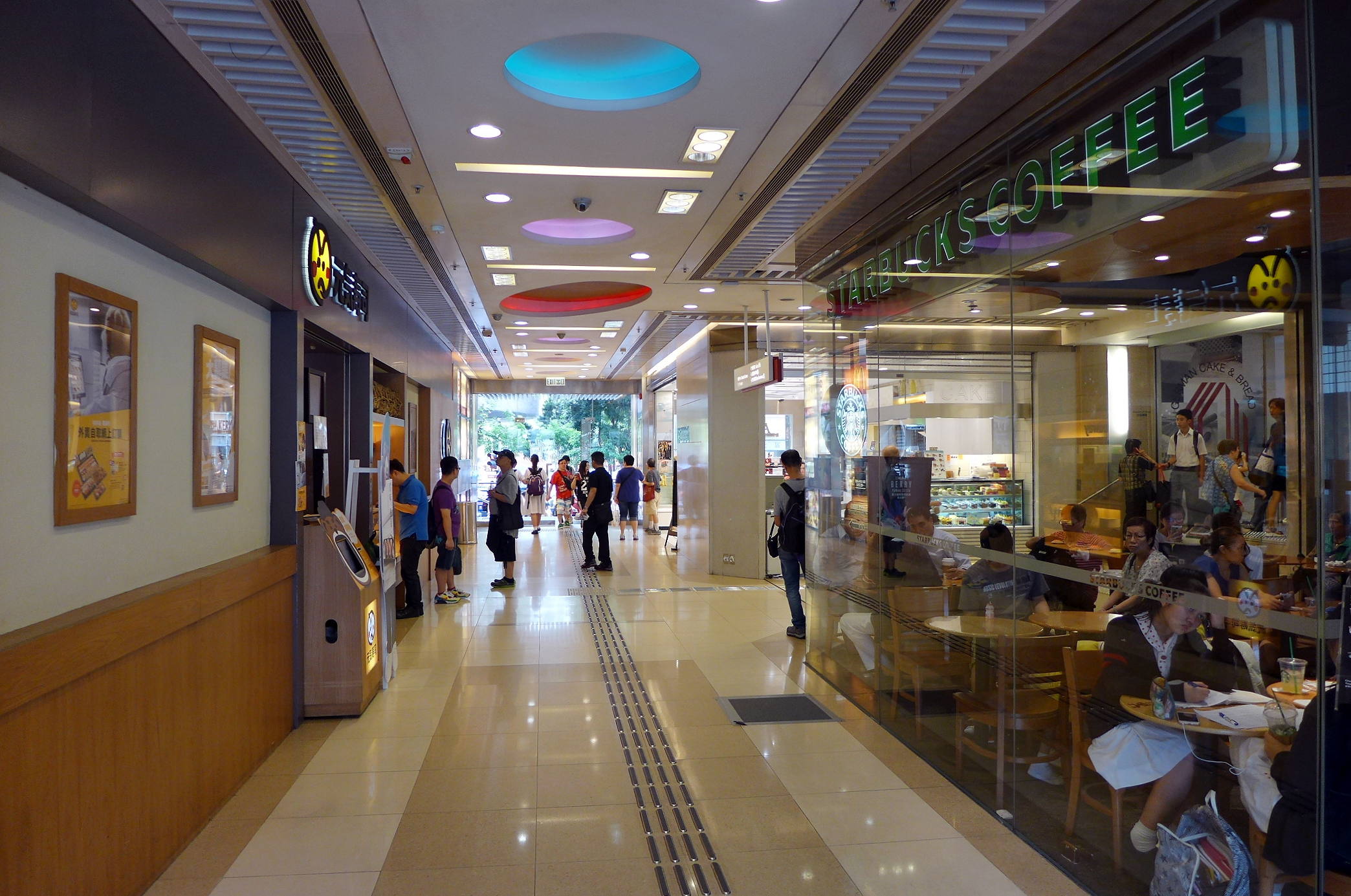
黃大仙中心南館地下食肆

### 北館
北館原名龍翔中心（Lung Cheung Mall），後於2009年改稱為龍翔廣場（Lung Cheung Plaza），在2001年開幕。商場所在地原屬在1963年的落成黃大仙政府廉租屋邨（1973年改稱為黃大仙上邨）第1-2座，但已按照「整體重建計劃」在1997年至1998年期間改建為在2001年開業的龍翔中心和位於上蓋建築平台的物業龍翔辦公大廈、昭善樓及溢善樓。
領匯接管該商場之前，商場部分商舖由黃大仙中心商舖或其姊妹公司開設（如麥當勞、百佳超級廣場、大家樂、屈臣氏等），也設有肯德基、東海堂（當時房委會商場唯一開設的分店；2005年領匯接管後遷出）、滙豐銀行提款機等店舖。房委會也在2002年興建了一條連接黃大仙中心原一樓與龍翔中心一樓的空調行人天橋。領匯接手後，曾於2006年12月建議於該商場興建附設於龍翔中心，集醫務所、牙醫診所和化驗所於一身的「匯診中心」，引起醫生組織不滿，然而原來位於龍翔中心2樓的診所最終也要搬到位於3樓，由前商場管理處及停車場部分範圍改裝而成的「龍翔醫務中心」（於2015年10月改稱「黃大仙北館醫務中心」）繼續營業。此外領匯也曾在2008年為龍翔廣場進行資產提升工程，將商場一樓間隔重新規劃，將部分停車場空間改為商舖及商場管理處，及增設旅遊巴停泊區。
領展在2014年對龍翔廣場耗資3億元翻新，以便利殘疾人士在商場內活動，提升商場流通度，以及減少龍翔廣場及黃大仙中心的同業競爭、增潤商戶組合。工程期間和完成後，昔日大部分商舖皆已結業，僅餘部分商舖獲安排在黃大仙中心重新開業。2015年9月，新商戶陸續在商場開業，數目由90間增至110間，主要以連鎖店為主。截至2025年，商場內設有多間珠寶店、運動服裝店、莎莎、豐澤電器、屈臣氏、BreadTalk、Panash等連鎖店、超市TASTExFresh 、咖啡店Pacific Coffee及食肆翠園。

### 合併後

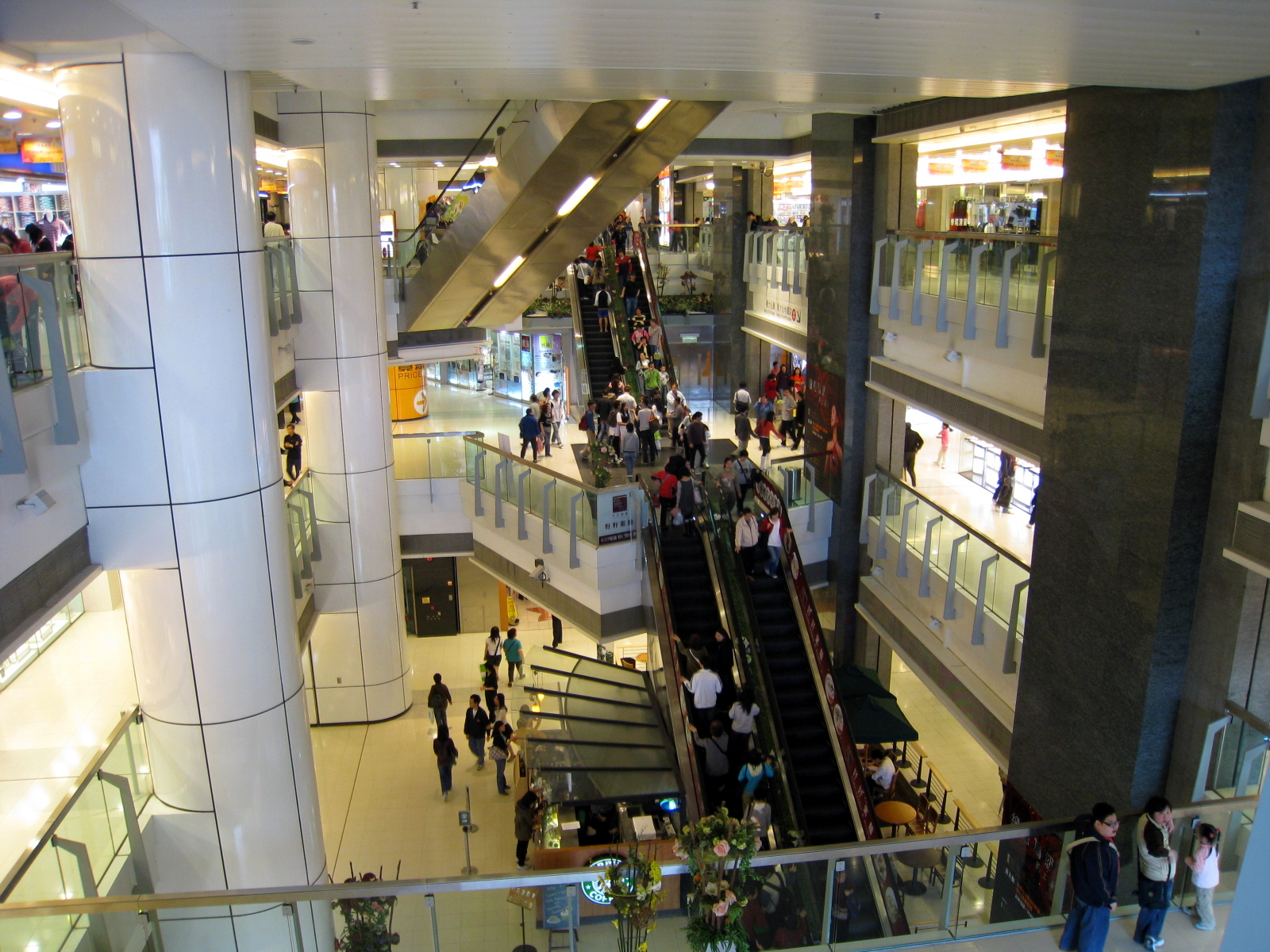
龍翔中心中庭 (2008年)

2015年10月龍翔廣場工程完成後，領展將黃大仙中心與龍翔廣場合併、統稱為黃大仙中心，並啟用燈籠狀的新標誌。
由於黃大仙中心街市規模（位於南館地下）不大，加上大成街街市貨品較齊全，價格也較相宜，吸引居民光顧，黃大仙中心街市人流不多，領展在2016年6月關閉街市，大部份原有商戶只能遷出，形容領展殺街市如殺雞。原街市改為零售店舖後在2016年12月重開。

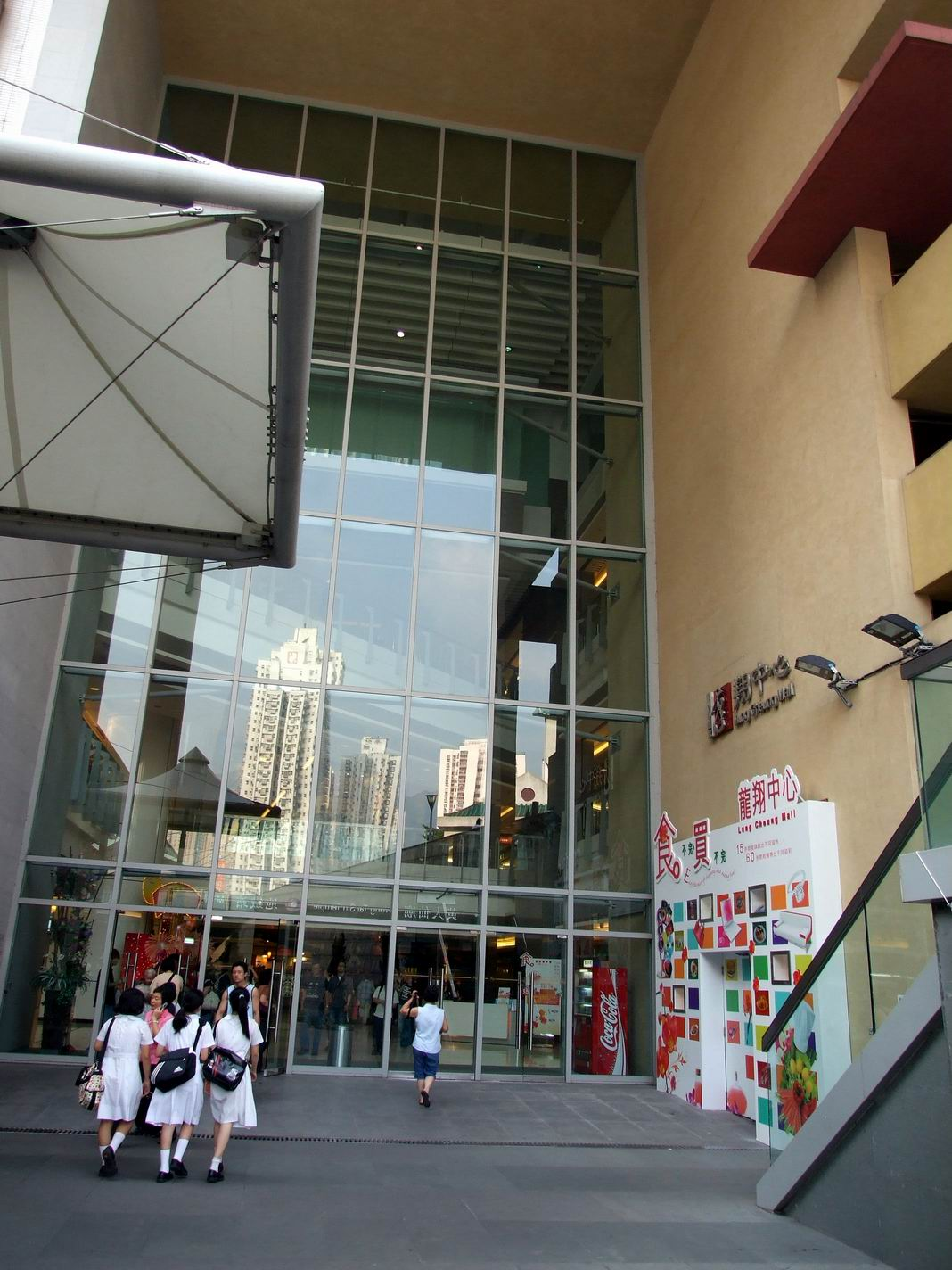
龍翔中心入口 (2007年)
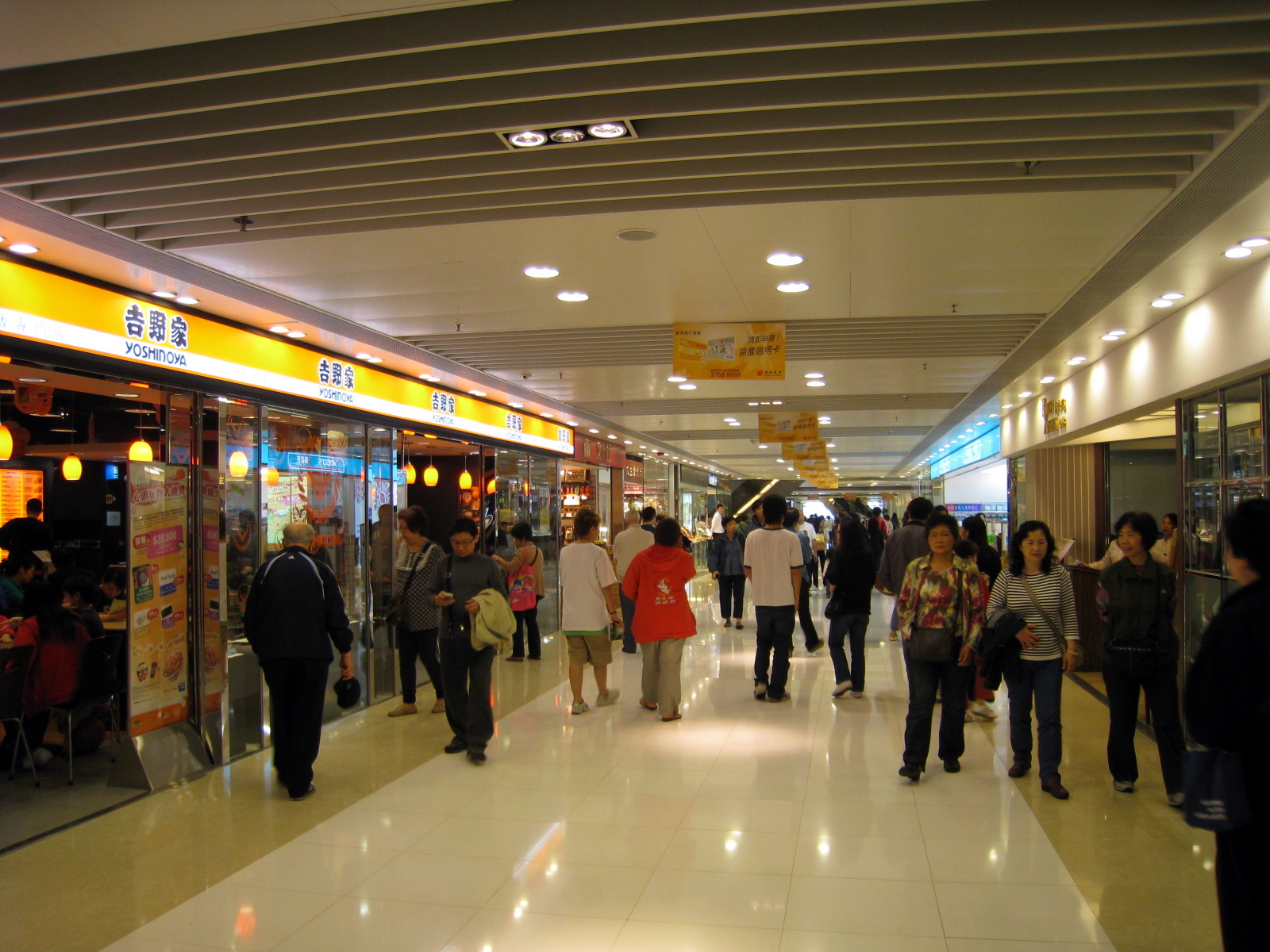
龍翔廣場一樓（在第一次資產提升工程後）
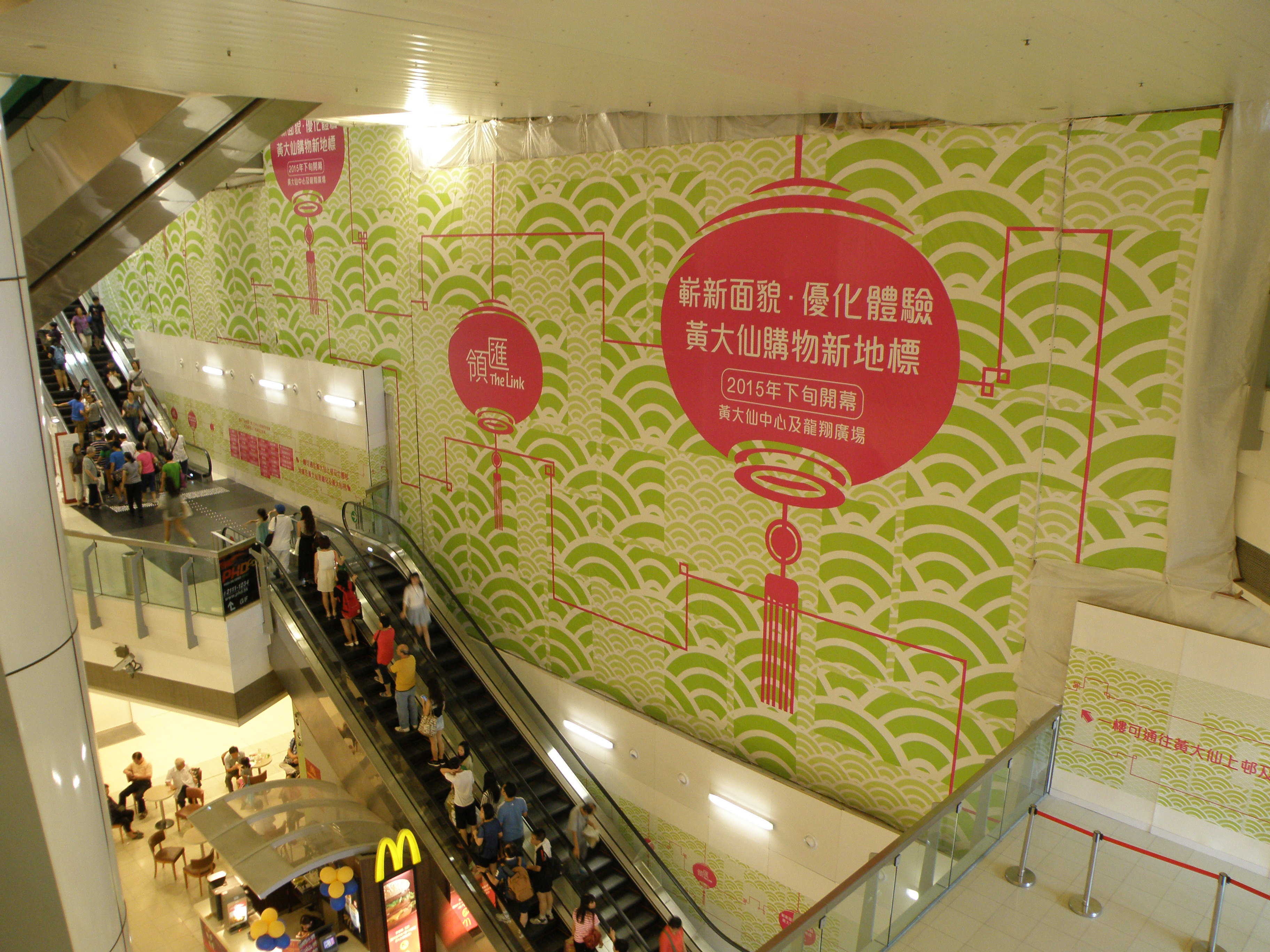
局部翻新中的龍翔廣場（2014年9月）
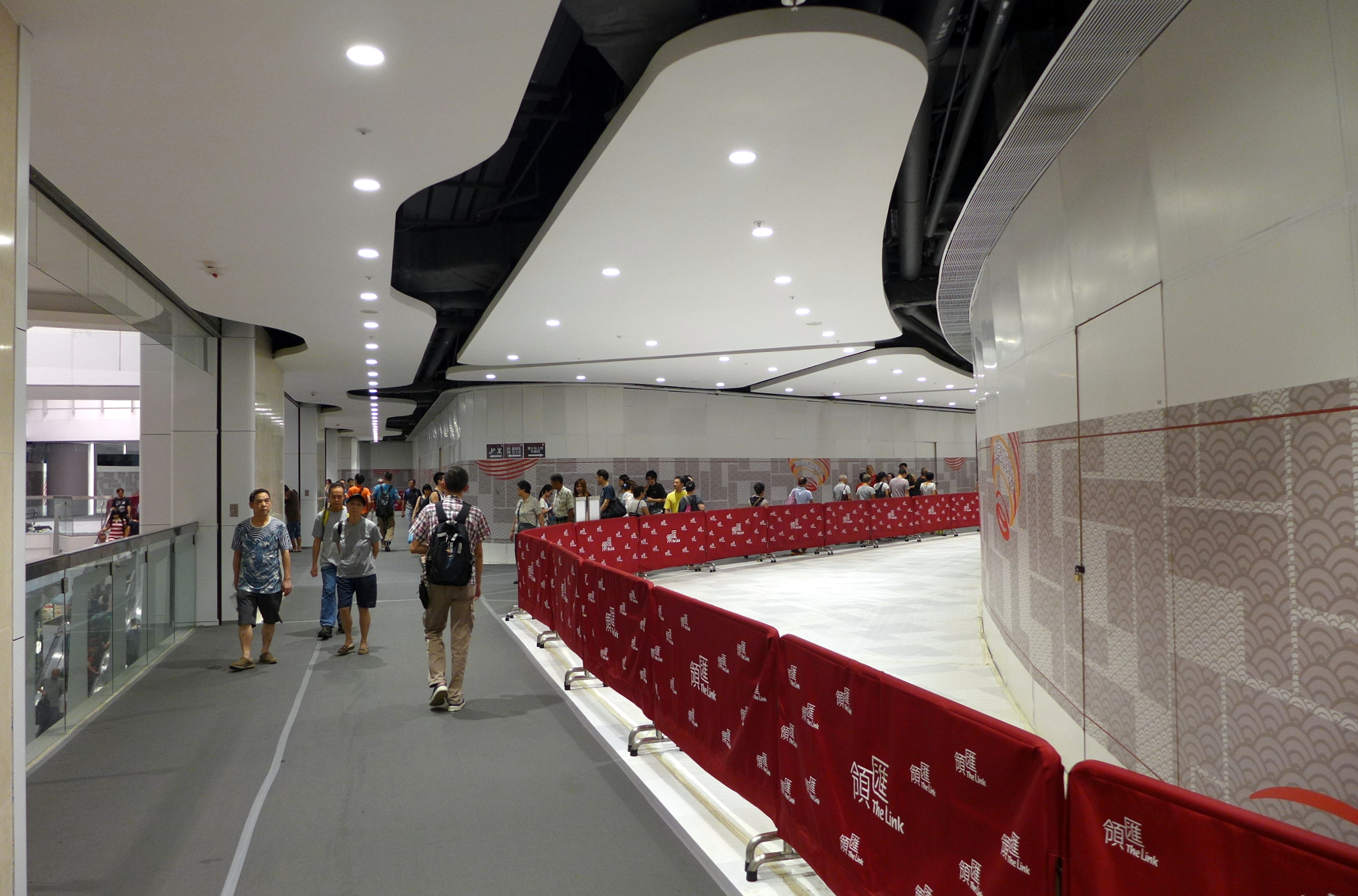
正進行翻新的龍翔廣場內部（2015年7月）
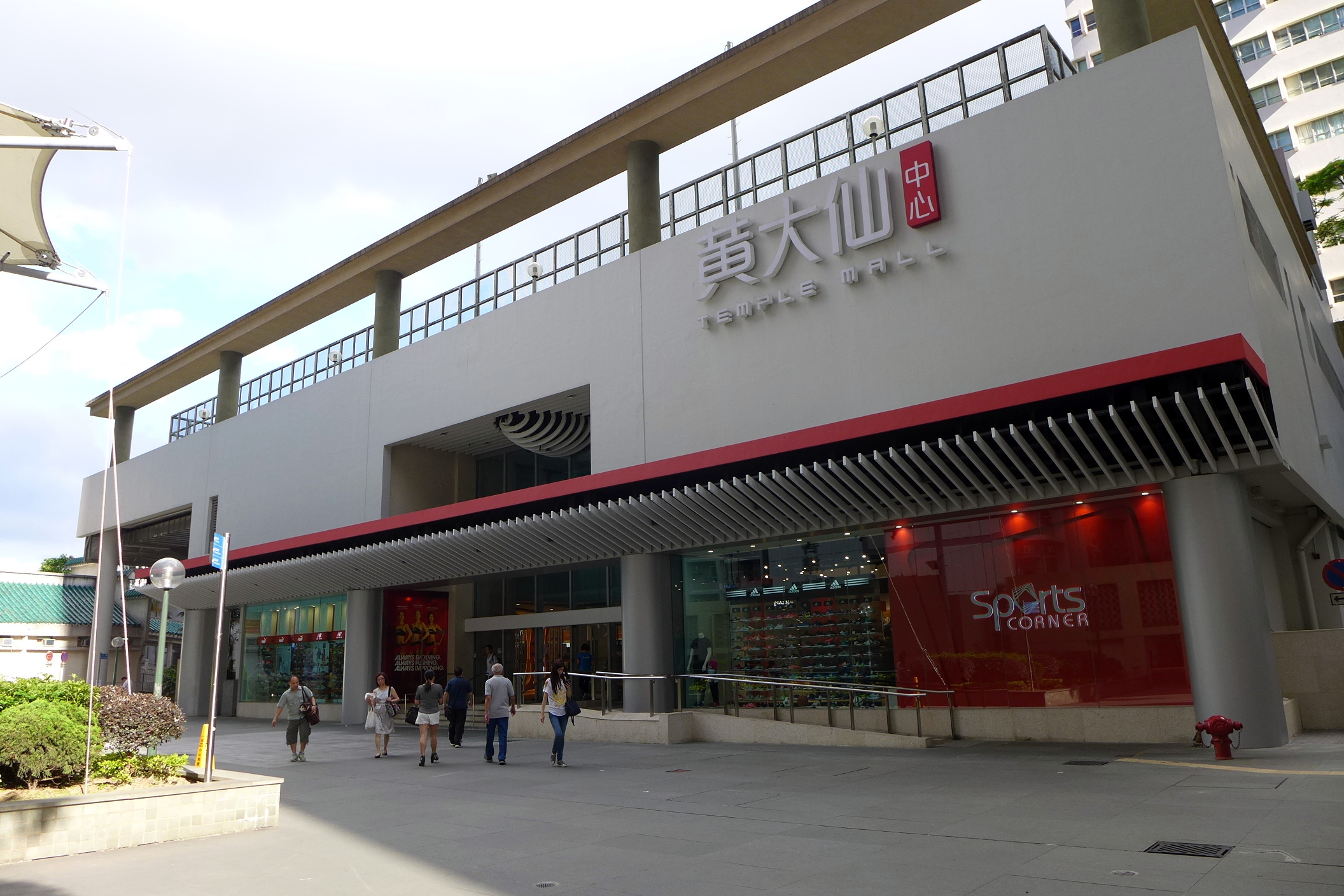
黃大仙中心北館外觀（2016年5月）
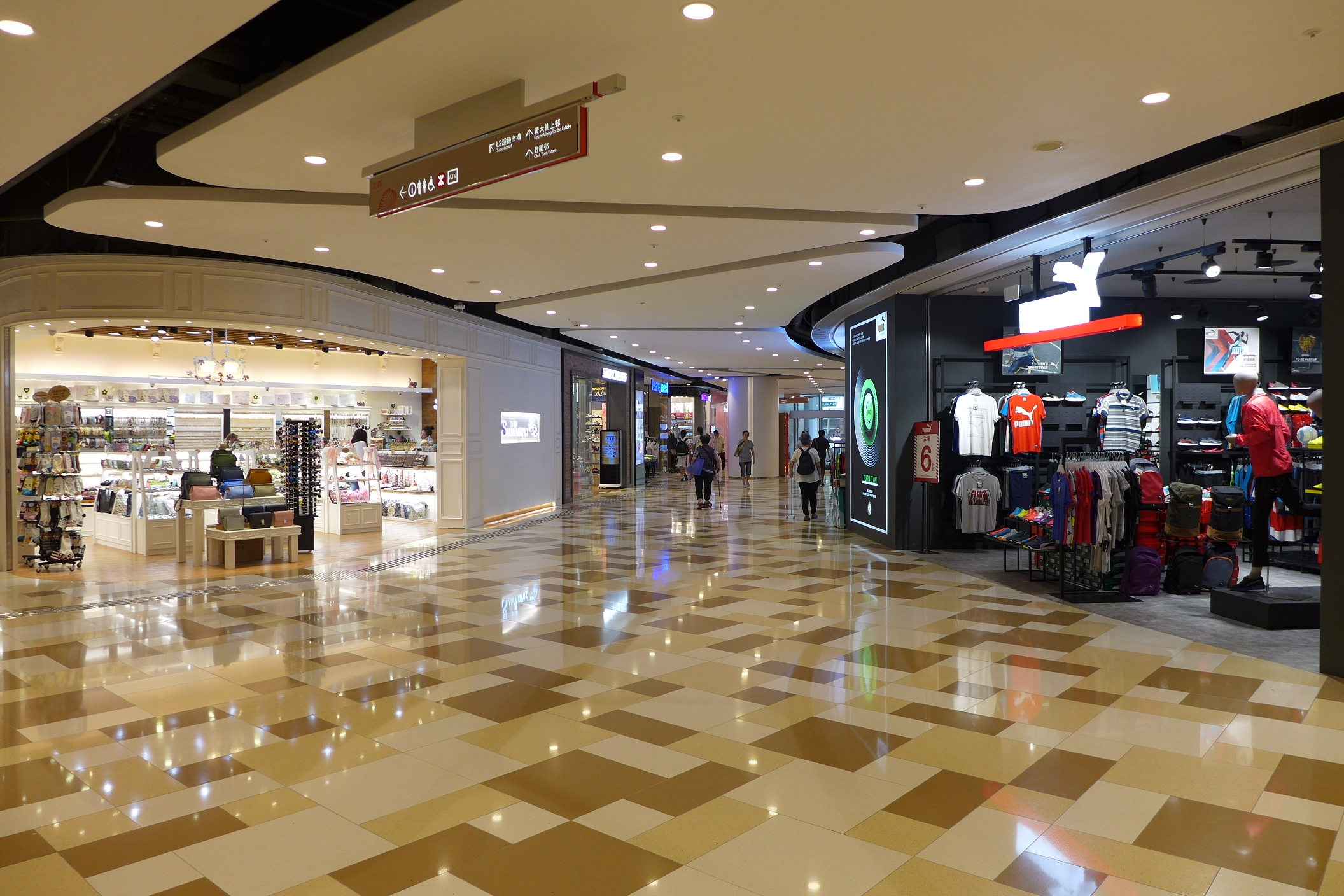
黃大仙中心北館2樓商店（2016年5月）

## 鄰近
- 黃大仙廟
- 黃大仙巴士總站
- 冬菇亭（大排檔，位於南館西邊）
- 黃大仙社區中心
- 黃大仙上邨、黃大仙下邨
- 現崇山

## 事件

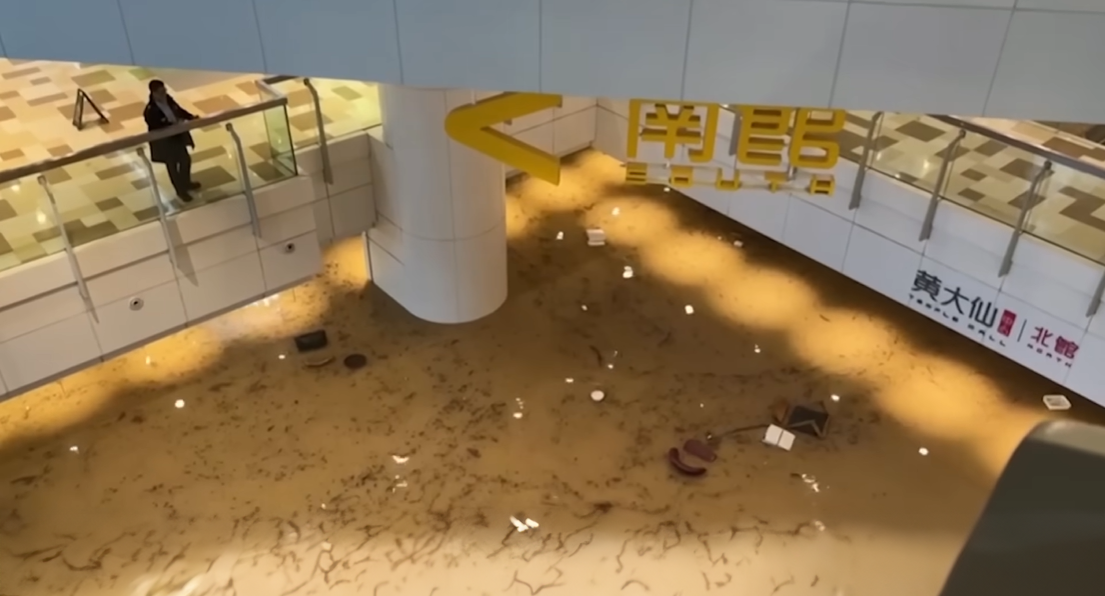
2023年9月7日晚上11時許，受暴雨影響，黃大仙中心北館LG層全層被淹沒，水深幾乎達天花板高度

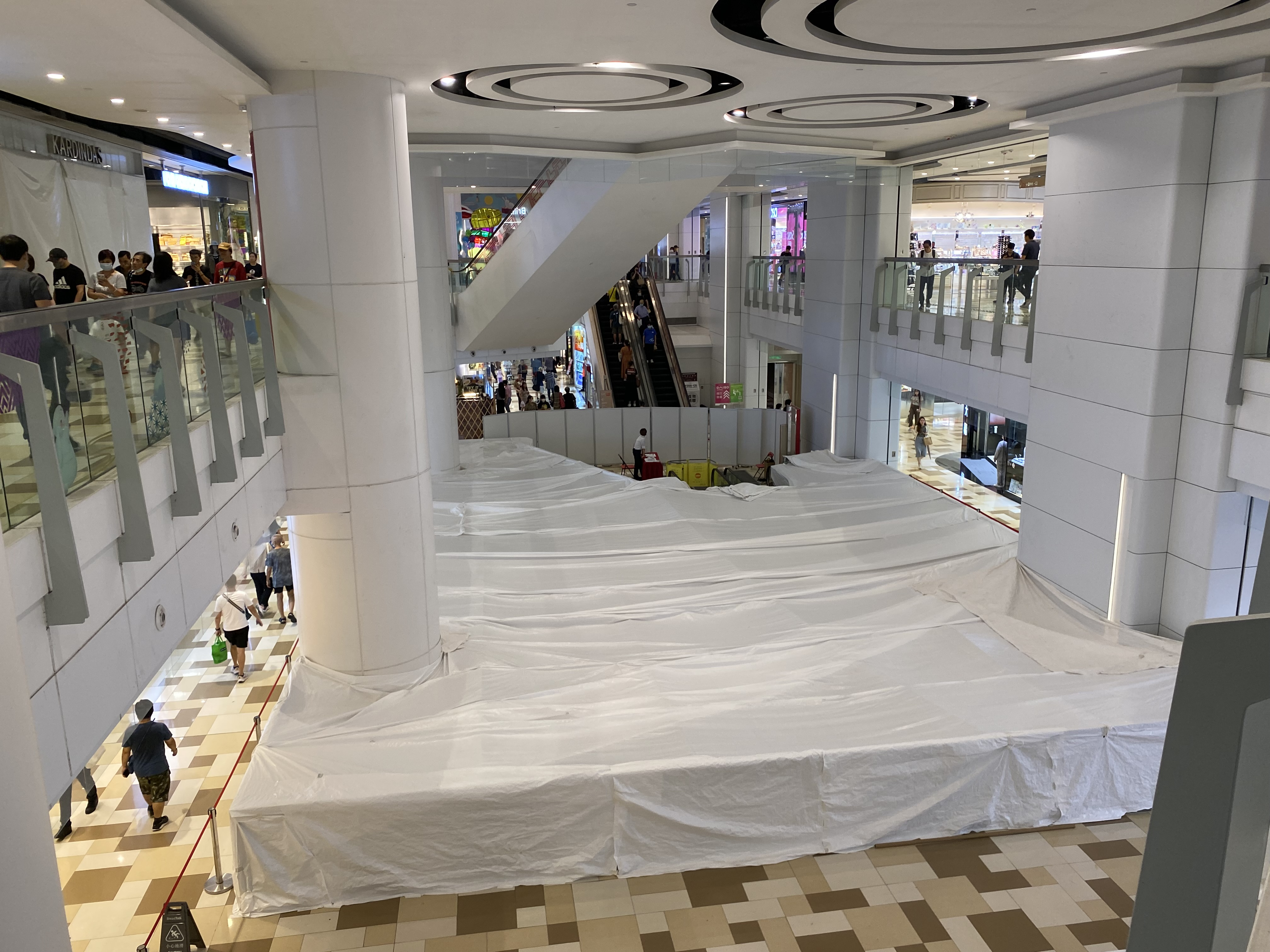
2023年9月15日，被淹沒範圍用帆布封閉

- 2019年8月25日晚上10時45分，在黃大仙中心南館約有100名示威者指罵在正德街佈防的防暴警員，防暴警員一度以警棍驅散在場示威者。
- 2023年6月9日下午1時許，一名男子在商場北館持餐叉指嚇，並企圖襲擊一名16歲來自中華基督教會基協中學的男生。該名學生看到後立即逃走，返回學校求助，並無受傷。事發之後警方出動反恐特勤隊於現場搜捕，到傍晚以涉嫌「藏有攻擊性武器」，拘捕一名54歲男子，他報稱任職建築工人，住黃大仙下邨。案情指5月30日，涉事的男學生在黃大仙中心南館餐廳午膳期間，意外將水潑到疑兇母親身上，引發雙方激烈爭，到6月9日再次遇到疑兇再次遇到涉事的男學生而「眼超超」，雙方因而再度發生爭執。[9]
- 2023年9月7日晚上11時許，受暴雨影響，大量雨水夾雜著泥水開始由樓梯及地庫外的黃大仙廣場湧入黃大仙中心北館LG層，起初水浸高度大約半層樓高，隨後雨水不停湧入，使全層被淹沒，水深幾乎達天花板高度。該層的「牛奶冰室」餐廳幾近沒頂，枱櫈、雜物、宣傳牌等物品隨水飄浮，情況吸引大批街坊在高位圍觀。[10]事後領展為受影響的8個商戶提供免租安排，而修復工程進行了54天，地下低層及連接港鐵黃大仙站B3出口及北館地面樓層的扶手電梯會在2023年10月31日起重新開放。商戶最快可於11月起陸續復業。領展亦發現商場水浸前已發現排水系統出現問題，有不少淤泥堆積下，導致商場未能順利排水。[11]

## 爭議

### 更改和統一商場名稱
自從2015年10月領展完成翻新龍翔中心後，將龍翔中心改稱為「黃大仙中心北館」，而黃大仙中心也改稱為「黃大仙中心南館」，被不少市民批評為抹殺集體回憶。

### 昂貴租金迫走原有商戶
領展把原有商舖和食肆迫遷以至結業，就算店主願意加租都未必能夠繼續營業，如金飯碗茶餐廳、吉野家、肯德基、麥當勞、藍天使餐廳、五十嵐、叙福樓酒家、廣泰百貨、一哥茶餐廳、不少文具店及書報攤等。而商場翻新後以多間中高檔的食肆和商舖為主，如翠華餐廳、六福珠寶、周大福等，被附近居民批評領展只迎合內地遊客，忽略長者的需要。

## 外部連結
- 黃大仙中心 （页面存档备份，存于）
- 黃大仙中心，存于
- .   [2019-07-31]. （原始内容存档于2002-08-05）.
- ,   [2020-02-12], （原始内容存档于2005-11-10）